# Demerstraat
De Demerstraat is een straat in het centrum van de Belgische stad Hasselt. De straat loopt van de Kleine Ring tot de Lombaardstraat/Botermarkt en heeft een lengte van ongeveer 400 meter. In het verlengde van de Demerstraat liggen de N74 richting Noord-Limburg en de Hoogstraat richting de Grote Markt. Samen met de Hoogstraat en de Koning Albertstraat vormt de Demerstraat de noord-zuidas van Hasselt.
Het is een van de belangrijkste invalswegen en winkelstraten van de stad.

## Naam
De straat dankt haar naam aan een aftakking van de rivier de Demer, de Nieuwe Demer. Deze waterloop kruist de Demerstraat ter hoogte van de Molenpoort. Tot halverwege de 20e eeuw lag de Nieuwe Demer aan de Molenpoort open, maar deze is thans overwelfd.
De straat wordt voor het eerst in 1362 als "platea Tymere" vermeld.

## Geschiedenis
Aanvankelijk liep de Demerstraat van de Kempische Poort (Martelarenlaan) tot de Grote Markt, maar het stuk tussen de Grote Markt en de Lombaardstraat/Botermarkt draagt nu de naam Hoogstraat.
De straat ontwikkelde zich tot een drukke winkelstraat. In de 18e en 19e eeuw werden er veel burgerhuizen gebouwd, doch winkelpuien en nieuwbouw hebben het oorspronkelijke beeld verstoord.
Sinds 2000 is de Demerstraat autovrij.
Op 17 mei 2018, de Internationale Dag tegen Homofobie en Transfobie, werd op de kruising van de Demerstraat en de Lombaardstraat een regenboogpad onthuld.

## Monumenten

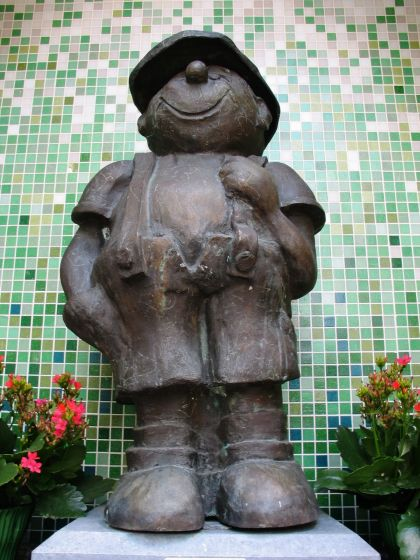
Het Demermanneke

De volgende monumenten zijn aan de Demerstraat te vinden:
- Huis Het Boogsken of Den Gulden Boog, aan Demerstraat 3
- Huis Den IJseren Hoedt, aan Demerstraat 9
- Huis Het Groot Fortuyn, aan Demerstraat 21
- Huis Sint-Joseph, aan Demerstraat 33, distilleerderij
- Huis De Fransche Kroon, aan Demerstraat 37, jeneverstokerij
- Huis De Warande, aan Demerstraat 43-45
- Huis De Gulden Spoor, aan Demerstraat 69

Ter hoogte van de Molenpoort staat Het Demermanneke, een beeld ontworpen door Pol Martens en op 1 oktober 1977 onthuld. Het beeld staat symbool voor de commerciële activiteiten in de Demerstraat.

## Trivia
- De Demerstraat is ook een vakje op het spelbord van de Belgische versie van Monopoly.